# 都城市立吉之元小学校
都城市立吉之元小学校（みやこのじょうしりつ よしのもとしょうがっこう）は、宮崎県都城市吉之元町にある公立の小学校。

## 概要
歴史
1873年（明治6年）創立。現校名となったのは1965年（昭和40年）。2023年（令和5年）に創立150周年を迎えた。
校章
八稜鏡を背景にして、中央に校名の頭文字である「吉」の文字を配している。
校歌
作詞は黒木淳吉、作曲は高橋政秋による。歌詞は3番まであり、各番の歌詞中に校名の「吉之元小」が登場する。
通学区域
都城市のうち、「吉之元町」。
中学校区は都城市立西岳中学校。

## 沿革
- 1873年（明治6年）　- 「吉之元小学校」が創立。
- 1886年（明治19年）- 小学校令施行により、簡易科（3年制）を設置の上、「簡易吉之元小学校」に改称。
- 1889年（明治22年）5月1日 - 町村制の施行により、北諸県郡2村（安永、西岳）が合併の上、「庄内村」が発足。
- 1890年（明治23年）- 尋常科（4年制）を設置の上、「尋常吉之元小学校」に改称。
- 1891年（明治24年）7月4日 - 庄内村の一部（西岳）が分立して「西岳村」が発足。
- 1892年（明治25年）- 「吉之元尋常小学校」に改称。
- 1908年（明治41年）4月1日 - 改正小学校令により、尋常科（義務教育年限）が4年制から6年制に改められる。尋常科5年を新設。
- 1909年（明治42年）4月 - 尋常科6年を新設。
- 1941年（昭和16年）4月1日 - 国民学校令施行により、「西岳村吉之元国民学校」に改称。尋常科を初等科に改める。
- 1947年（昭和22年）4月1日 - 学制改革（六・三制の実施）により、国民学校初等科は、新制小学校「西岳村立吉之元小学校」に改組・改称。
- 1956年（昭和31年）7月15日 - 庄内町と西岳村が合併の上、「荘内町」となる。これにより、「荘内町立吉之元小学校」に改称。
- 1965年（昭和40年）1月1日 - 都城市との合併により、「都城市立吉之元小学校」（現校名）に改称。
- 1984年（昭和59年）3月 - 新校舎が完成し、移転を完了。
- 1986年（昭和61年）- アイススケート場が完成。
- 2016年（平成28年）- バンド活動を開始。

## 交通アクセス
最寄りの鉄道駅
- JR九州 日豊本線 「大隅大川原駅」

最寄りのバス停留所
- 高崎観光バス 「吉之元」バス停

最寄りの幹線道路
- 宮崎県道31号都城霧島公園線（霧島バードライン）

## 周辺
- 荒武神社
- 明観寺跡公園